# Miasto Vukovar
Miasto Vukovar (chorw. Grad Vukovar) – jednostka administracyjna w Chorwacji, w żupanii vukowarsko-srijemskiej. W 2011 roku liczyła 27 683 mieszkańców.